# Kanton Le Puy-en-Velay-Ouest
Kanton Le Puy-en-Velay-Ouest (fr. Canton du Puy-en-Velay-Ouest) je francouzský kanton v departementu Haute-Loire v regionu Auvergne. Tvoří ho tři obce.

## Obce kantonu
- Ceyssac
- Espaly-Saint-Marcel
- Le Puy-en-Velay (západní část)